# Lupinus perissophytus
Lupinus perissophytus är en ärtväxtart som beskrevs av Charles Piper Smith. Lupinus perissophytus ingår i släktet lupiner, och familjen ärtväxter. Inga underarter finns listade i Catalogue of Life.